# Sede do BankBoston
Le Sede do BankBoston (ou Itaú Bank Building) est un gratte-ciel de bureaux au sud de São Paulo, au Brésil, construit en 2002. C'est actuellement[Quand ?] le 230º plus haut gratte-ciel du monde avec 35 étages et 145 mètres. Il est situé dans le quartier de Brooklyn, près de la Marginal Pinheiros. En 2006, BankBoston entreprise a fait faillite et l'immeuble a été vendu à Banco Itaú. Aujourd'hui, certains l'appellent Itaú Bank Building.

## Début de la construction
Le constructeur allemand Hochtief a été choisi pour construire le nouveau siège de BankBoston, sur le terrain situé sur la Marginal Pinheiros. Le projet de Léo Teixeira a coûté environ 65 millions de dollars. La construction a commencé en mai 2000 et s'est achevée en 28 mois (fin en 2002).
Après la banque a construit un hôtel du groupe américain Hyatt et une tour de bureaux de l'ADC, la société de l'ancien actionnaire de Grupo Pão de Açúcar Alcides Diniz. Le terrain qui abrite la copropriété, à côté du nouveau siège de Rede Globo, a été détenu par Diniz, que la région a reçu à titre de compensation pour les besoins de l'entreprise dans le Pain de sucre.[Quoi ?] La conception architecturale de la copropriété est attribuée à Julio Neves, qui n'a pas voulu faire des observations sur le projet.